# ألينا كوستورنايا
اليونا سيرجيفنا كوستورنايا (الروسية: Алёна Сергеевна Косторная ؛ من مواليد 24 أغسطس 2003) لاعبة تزلج على الجليد روسية، بطلة أوروبا لعام 2020 ، وبطلة نهائي سباق الجائزة الكبرى 2019-20 ، وبطلة بطولة انترناتيونوكس دو فرانس 2019، وبطلة كأس إن إتش كي 2019 ، وبطلة كأس سلسلة التحدي فنلنديا 2019، محليًا وهي صاحبة الميدالية الفضية الوطنية الروسية لعام 2020 ، ومرتين على الميدالية البرونزية الوطنية الروسية (2018 ، 2019). حتلت كوستورنايا المرتبة الثامنة في التصنيف الفردي للسيدات في العالم من قبل الاتحاد الدولي للتزلج بعد موسم التزلج على الجليد 2020-21.
على مستوى الناشئين ، حصلت على الميدالية الفضية في بطولة العالم للناشئين لعام 2018 ، وبطل نهائي سباق الجائزة الكبرى للناشئين 2018-19 ، والحاصل على الميدالية الفضية في نهائي سباق الجائزة الكبرى للناشئين 2017-18 ، والميدالية الفضية الوطنية الروسية للناشئين مرتين (2018 ، 2019) . إنها عاشر امرأة في التاريخ تهبط في الوثب الثلاثي أكسل في مسابقة دولية كبيرة.
كوستورنايا هي ثالث لاعبة بعد إليزافيتا توكتاميشيفا وريكا كيهيرا من اليابان لمحاولة الهبوط بأقصى عدد من القفزات الثلاثية المسموح بها في إحدى المسابقات الدولية الكبرى: أربع في البرنامج القصير وثماني في التزلج الحر. أنجزت هذا لأول مرة في إنترناتيونوكس دو فرانس 2019 ، ثم هبطت في وقت لاحق جميع الثلاثيات الإثني عشر بشكل نظيف في نهائي سباق الجائزة الكبرى 2019-2020.   وهي حاليًا تحمل الرقم القياسي العالمي لأعلى الدرجات في البرامج القصيرة في التزلج للسيدات.

## روابط خارجية
- ألينا كوستورنايا في الاتحاد الدولي للتزلج